# Sneeuwveld

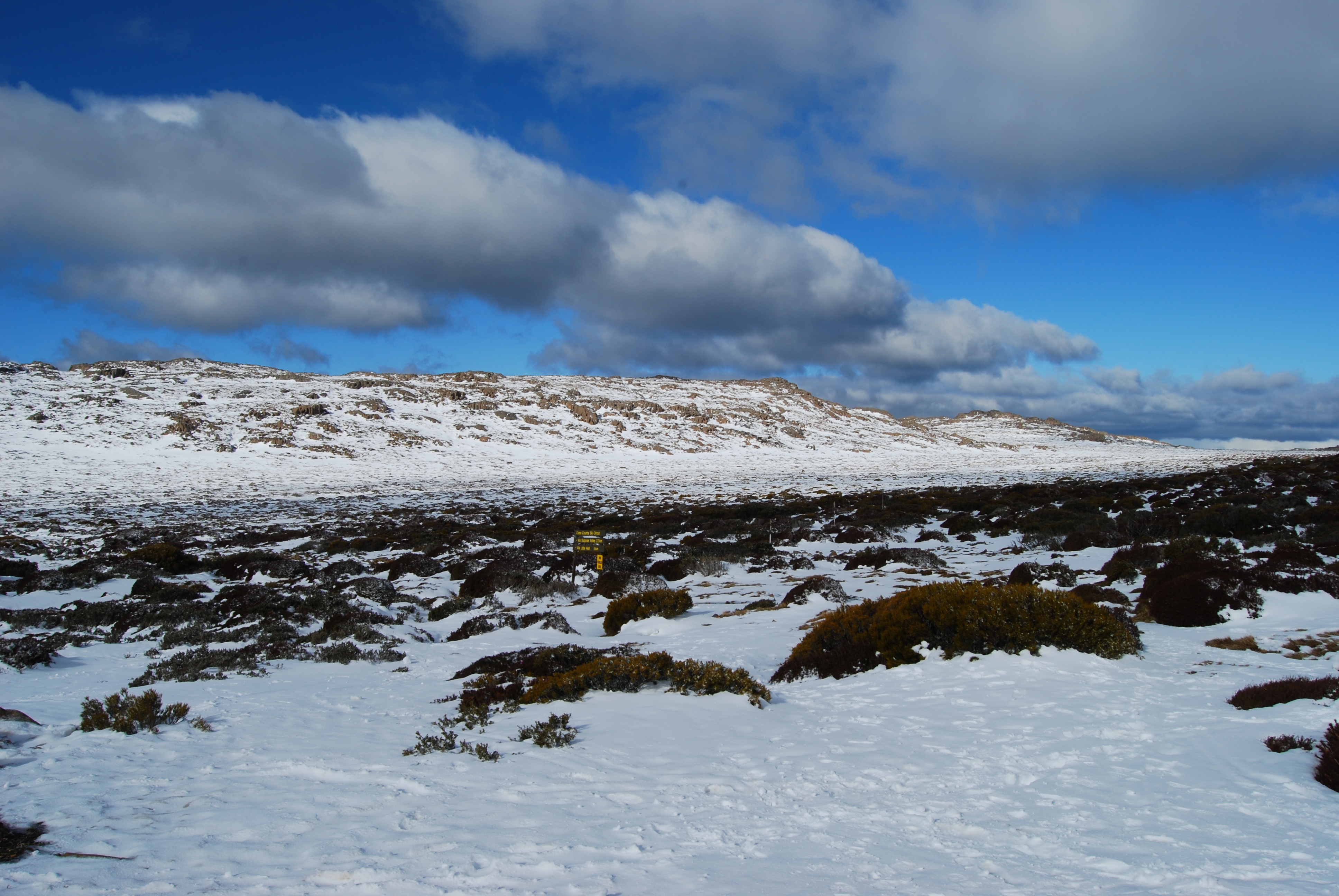
Sneeuwveld in Ben Lomond National Park, Tasmanië.

Een sneeuwveld is een groot gebied dat – vaak permanent – door een relatief vlakke sneeuwlaag wordt bedekt. Het begrip wordt meestal gebruikt voor sneeuwvelden in de bergen en aan de toppen van gletsjers. In de glaciologie (gletsjerkunde) wordt het begrip meestal gebruikt voor gebieden met eeuwige sneeuw. 
Plantengroei is er door de permanente sneeuwbedekking niet mogelijk.